# Gerrit Graham
Gerrit Graham (New York, 27 novembre 1949) è un attore e compositore statunitense.
Ha recitato in molti cult-movie, spesso in ruoli comici e drammatici, tra i quali Used Cars, Visioni di terrore, National Lampoon's Class Reunion, Il figlio del demone, Philadelphia Experiment 2, Ratboy, La bambola assassina 2, in quest'ultimo nel ruolo di padre Phil Simpson.
Nel cinema debuttò in Ciao America! di Brian de Palma.
Per la televisione ha recitato nel serial Star Trek, nel ruolo dell'Hunter di Tosk in Star Trek: Deep Space Nine e in quello di Quinn in Star Trek: Voyager.
Ha dato la voce al personaggio di Franklin Sherman nella serie animata The Critic.

## Filmografia

### Attore

#### Cinema
- Ciao America! (Greetings), regia di Brian de Palma (1968)
- Hi, Mom!, regia di Brian de Palma (1970)
- Beware! The Blob, regia di Larry Hagman (1972)
- Il fantasma del palcoscenico (Phantom of the Paradise), regia di Brian de Palma (1974)
- Generazione Proteus (The Demon Seed, regia di Donald Cammell (1977)
- Home Movies - Vizietti familiari (Home Movies), regia di Brian de Palma (1980)
- La fantastica sfida (Used Cars), regia di Robert Zemeckis (1980)
- Soup for One, regia di Jonathan Kaufer (1982)
- The Creature Wasn't Nice, regia di Bruce Kimmel (1983)
- Banda senza legge (The Annihilators), regia di Charles E. Sellier Jr. (1985)
- Supermarket Horror (Chopping Mall), regia di Jim Wynorski (1986)
- Terror vision - Visioni del terrore (TerrorVision), regia di Ted Nicolaou (1986)
- Ratboy, regia di Sondra Locke (1986)
- C.H.U.D. II: Bud the Chud, regia di David Irving (1989)
- Balle spaziali 2 - La vendetta (Martians Go Home), regia di David Odell (1989)
- Scuola di polizia 6 - La città è assediata (Police Academy 6: City Under Siege), regia di Peter Bonerz (1989)
- La bambola assassina 2 (Child's Play 2), regia di John Lafia (1990)
- Philadelphia Experiment 2, regia di Stephen Cornwell (1993)
- Voglia di ricominciare (This Boy's Life), regia di Michael Caton-Jones (1993)

#### Televisione
- Ai confini della realtà (The Twilight Zone) - serie TV, episodio 1x17 (1986)
- Saranno famosi (Fame) - serie TV, episodio 6x08 (1986)
- Miami Vice - serie TV, episodio 4x12 (1988)
- Dallas - serie TV, 6 episodi (1988-1989)
- Parker Lewis (Parker Lewis Can't Lose) - serie TV, 6 episodi (1990-1991)
- Star Trek: Deep Space Nine - serie TV, episodio 1x05 (1993)
- Babylon 5 - serie TV, episodio 1x13 (1994)
- The Critic - serie TV, 23 episodi (1994-1995)
- Star Trek: Voyager - serie TV, episodio 2x18 (1996)

### Doppiatore
- Fievel sbarca in america - Serie animata, 10 episodi (1992)

### Sceneggiatore
- Ai confini della realtà (The Twilight Zone) - serie TV, 3 episodi (1985-1986)

## Doppiatori italiani
Nelle versioni in italiano delle opere in cui ha recitato, Gerrit Graham è stato doppiato da:
- Cesare Barbetti in Ciao America!, Hi, Mom!, Voglia di ricominciare
- Mario Bardella in I ragazzi della prateria
- Gianni Marzocchi ne Il fantasma del palcoscenico
- Antonio Colonnello in Generazione Proteus
- Luca Biagini in Terror vision - Visioni del terrore
- Elio Pandolfi in C.H.U.D 2
- Oreste Rizzini in Scuola di polizia 6 - La città assediata
- Emilio Cappuccio in La bambola assassina 2
- Mino Caprio in Star Trek: Voyager
- Massimiliano Lotti in Caótica Ana
- Simone Mori in Hi, Mom! (ridoppiaggio)